# باشگاه فوتبال اینتر (مجله)
باشگاه فوتبال اینتر یک مجله ایتالیایی است که به‌طور کامل به اخبار باشگاه فوتبال اینتر میلان اختصاص داشت و به صورت ماهانه منتشر می‌شد. اولین شماره آن در سال ۱۹۶۰ منتشر شد. این مجله طیف گسترده‌ای از پوسترها و عکس‌های بازیکنان اینتر میلان شامل همه بازیکنان تیم اول، تیم جوانان اینتر میلان (primavera)، آکادمی و کارمندان باشگاه را به خود اختصاص داده بود. همچنین رویدادهای مهمی را که در تاریخ باشگاه رقم خورده بود را به نمایش می‌گذاشت. این مجله که در ابتدا توسط سوزانا ورملینگر ویرایش می‌شد، در سال ۲۰۰۹ و زمانی که فرانچسکو سوردانو در راس آن بود، انتشار آن متوقف شد. در سال ۲۰۱۷، این مجله با یک نشریه هفتگی به نام Match Day Programme جایگزین شد که آخر هفته‌ها زمانی که اینتر بازی می‌کند منتشر می‌شود.